# Karl Leitner
Karl Leitner (1835 Broumov – 1880 Frýdlant) byl rakouský právník a politik německé národnosti z Čech, poslanec Českého zemského sněmu.

## Biografie
Vystudoval práva na Karlo-Ferdinandově univerzitě v Praze. Roku 1862 byl promován na doktora práv. Nastoupil do právní praxe. Od roku 1862 byl členem spolku Verein für Geschichte der Deutschen in Böhmen. Byl advokátem ve Frýdlantu.
V 70. letech se zapojil do vysoké politiky. V zemských volbách v roce 1870 byl zvolen na Český zemský sněm, kde zastupoval kurii venkovských obcí, obvod Frýdlant. Patřil mezi kandidáty německé liberální Ústavní strany.